# Parc Glehn
Le parc Glenh (estonien : Glehni park)  est un parc du quartier de Hiiu à Tallinn en Estonie. 

## Présentation
Le parc Glehn date de la fin du XIXe siècle, à l'époque où le châtelain de Jälgimäe, Nikolai von Glehn, vient s'installer dans le quartier de Nõmme. 
En 1886, il achève la construction d’un château de style médiéval, dont il avait lui-même dessiné les plans. 
Il enterre son cheval favori devant le château et élève un obélisque sur sa tombe. 
À côté du château se trouve une orangerie avec deux petits bassins. On trouve également dans le parc une statue de Kalevipoeg (aussi connu comme « le Diable »), un dragon (« le Crocodile ») et une tour de guet (« l'Observatoire amateur »).  
Les monuments construits dans le parc :
- Château de Glehn (1886)
- Observatoire (1886)
- Orangerie (1900-1910)
- Kalevipoeg (1908, 1990)
- Crocodile (1908)

## Galerie

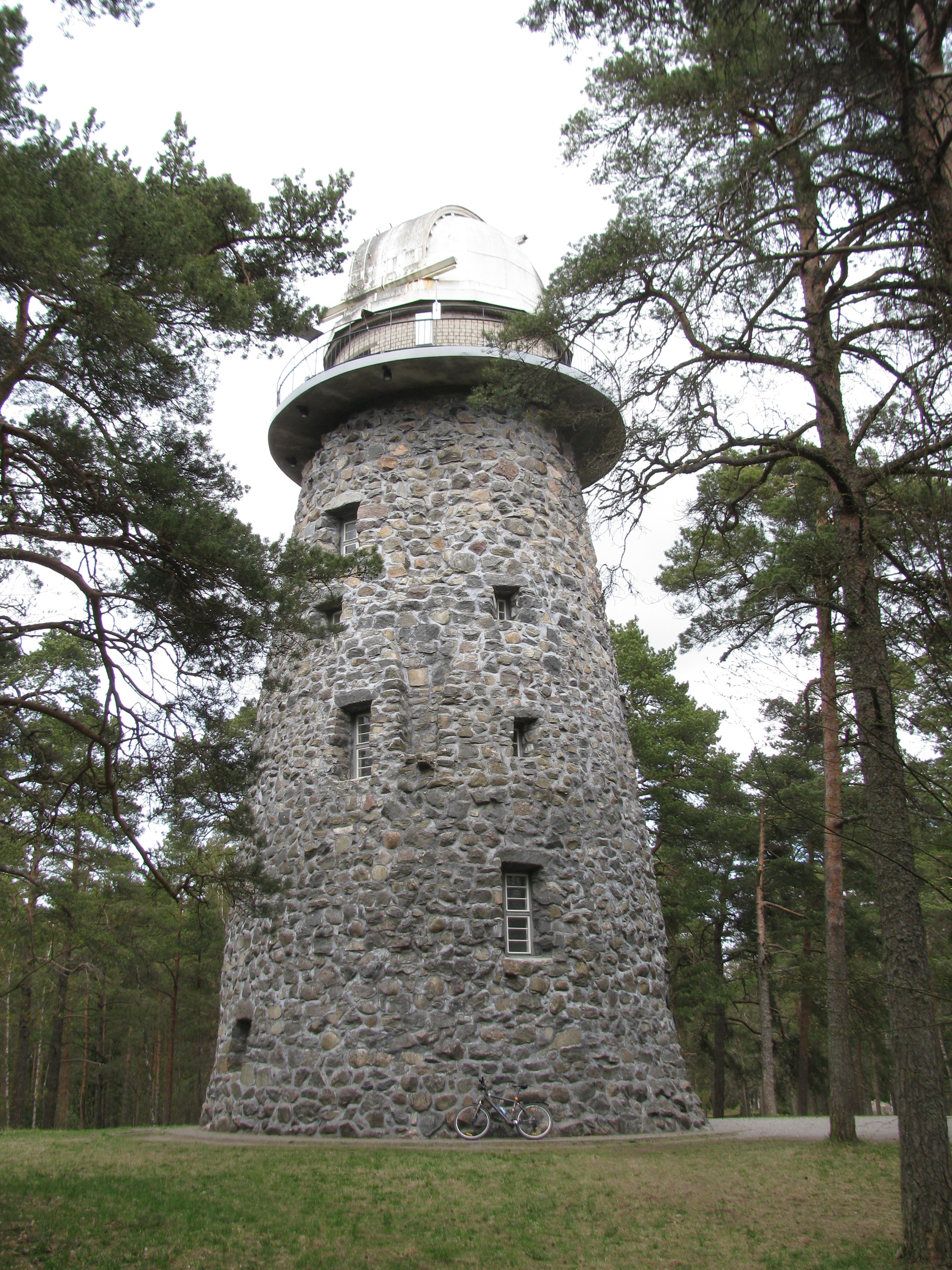
Observatoire.
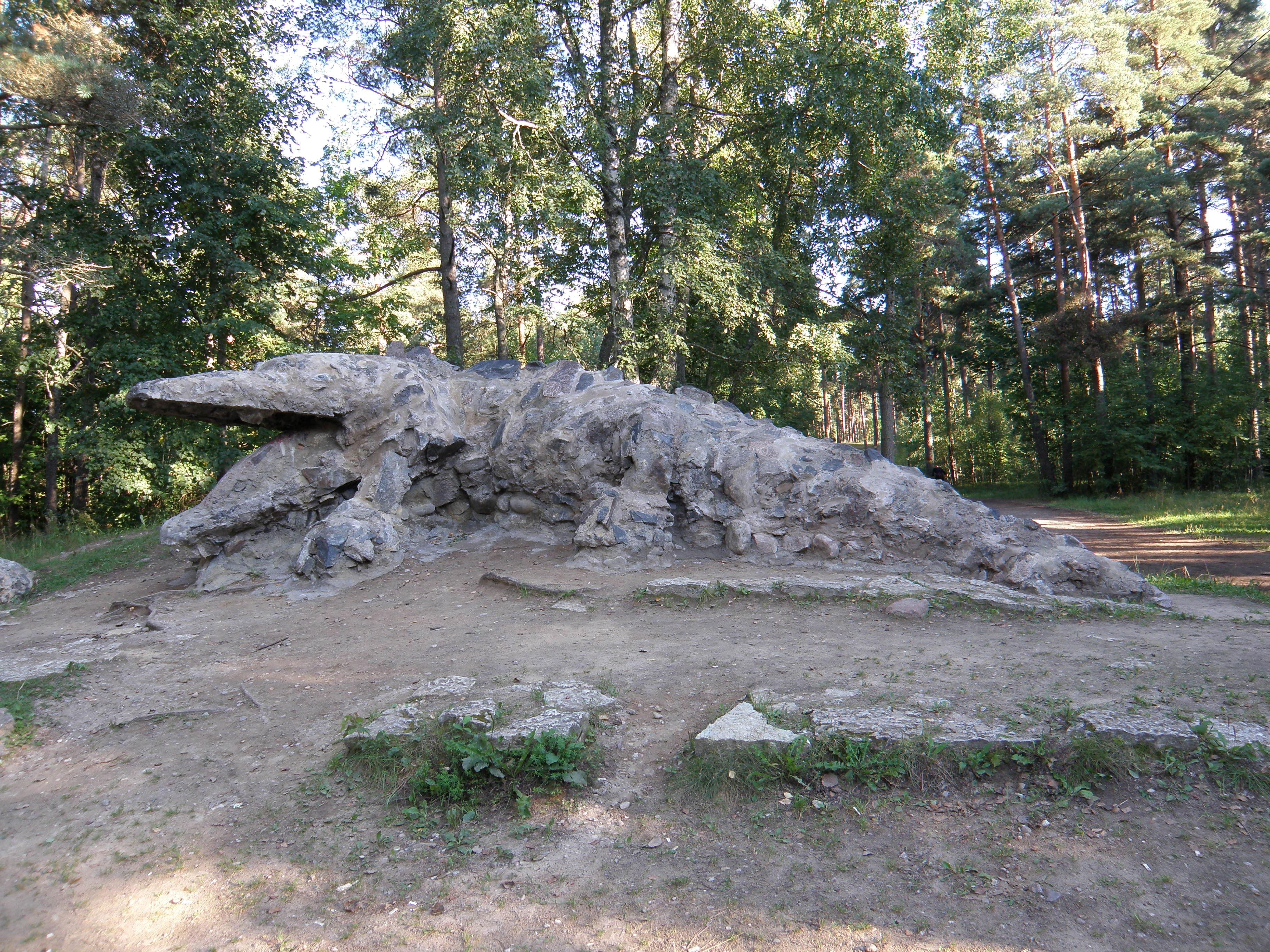
Crocodile.
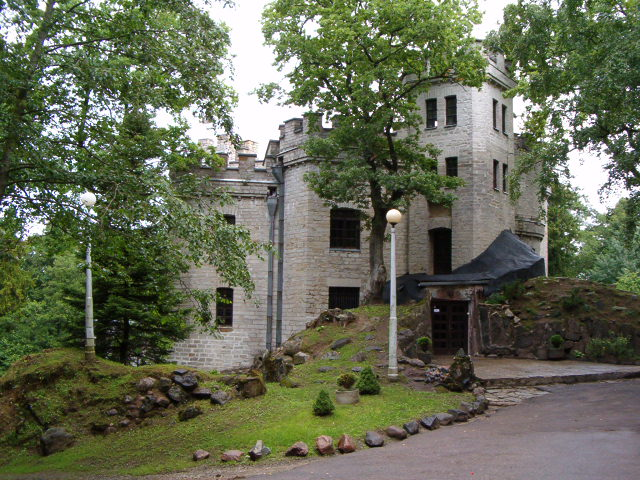
Château de Glehn.